# Charles Bradley (cestista 1959)
Charles Warnell Bradley (Havre de Grace, 16 maggio 1959) è un ex cestista e allenatore di pallacanestro statunitense, professionista nella NBA.
È il fratello di Dudley Bradley.

## Carriera
È stato selezionato dai Boston Celtics al primo giro del Draft NBA 1981 (23ª scelta assoluta).